# Keith Chegwin
Keith Chegwin est un acteur et animateur de télévision britannique, né le 17 janvier 1957 à Liverpool (Royaume-Uni) et mort le 11 décembre 2017 dans le Shropshire, d'une fibrose pulmonaire.

## Filmographie
- 1967 : The Troublesome Double : Egghead Wentworth
- 1970 : Egghead's Robot : Egghead Wentworth
- 1971 : Macbeth : Fleance
- 1973 : The Optimists
- 1974 : My Old Man (série TV) : Ron (1974)
- 1975 : The Wackers (série TV) : Raymond
- 1976 : Multicoloured Swap Shop (série TV) : Présentateur
- 1977 : Robin Hood Junior : Robin
- 1999 : Whatever Happened to Harold Smith? de Peter Hewitt : Hugh Pimm
- 2004 : Fun Dead (vidéo) : Commentateur (voix)